# Pimen (Miasnikow)
Pimen, imię świeckie Piotr Dmitrijewicz Miasnikow (ur. 29 lipca?/10 sierpnia 1810 w Wołogdzie, zm. 1880) – rosyjski mnich i święty prawosławny.

## Życiorys
Był synem kupca Dmitrija Miasnikowa i jego żony Awdotji, jego ojciec był starostą cerkiewnym, w rodzinie panowała głęboko religijna atmosfera. Jego dwie siostry również zostały mniszkami. Odebrał jedynie edukację domową (czytać i pisać nauczyła go sąsiadka), w domu też zapoznał się z Biblią i Alfabetem duchownym św. Dymitra z Rostowa. W wieku dwudziestu dwóch lat został posłusznikiem w monasterze św. Cyryla Nowojezierskiego, jednak nie pozostał na stałe w tej wspólnocie, lecz udał się w podróż po najważniejszych ośrodkach prawosławnych Rosji. Odwiedził monaster Korniliewsko-Komelski, Obnorski Monaster Trójcy Świętej, monaster Fiodorowskiej Ikony Matki Bożej w Jarosławiu, Ławrę Troicko-Siergijewską, monaster Nikoło-Piesznoski, Pustelnię Glińską, Pustelnię Optyńską i Ławrę Peczerską. Dzięki rekomendacji Ignacego (Brianczaninowa) został przyjęty na stałe do Pustelni Optyńskiej jako posłusznik. Został skierowany do osobistej służby (jako kielejnik) hieromnichowi Hilaremu. Gdy ten w 1834 otrzymał godność ihumena i został przełożonym monasteru św. Mikołaja na Ugrieszy, posłusznik Piotr Miasnikow udał się razem z nim do wymienionego klasztoru.
26 marca 1838 Piotr Miasnikow złożył wieczyste śluby mnisze, przyjmując imię zakonne Pimen. 23 lutego 1839 został wyświęcony na hierodiakona, zaś 25 kwietnia 1840 – na hieromnicha. W monasterze pełnił obowiązki ekonoma. W 1852, gdy ihumen Hilary odszedł w stan spoczynku, hieromnich Pimen został nowym przełożonym klasztoru. Na polecenie metropolity moskiewskiego Filareta wprowadził w monasterze regułę cenobityczną (w miejsce idiorytmicznej). W 1852 otrzymał godność ihumena, zaś sześć lat później został archimandrytą.
W okresie kierowania przez niego klasztorem liczba mnichów początkowo spadła (w związku ze zmianą reguły), następnie jednak zaczęła szybko rosnąć (z 22 zakonników w 1855 do 130 w 1875). Świątobliwy Synod Rządzący podniósł wówczas liczbę opłacanych przez państwo etatów dla mnichów z 12 do 92. W okresie kierowania wspólnotą przez Pimena zwiększył się również majątek klasztorny, zaś dzięki prywatnym dotacjom mnisi mogli wznieść nowe cerkwie i budynki mieszkalne w kompleksie monasterskim. Monaster św. Mikołaja na Ugrieszy z podupadłego ośrodka życia monastycznego znów stał się jednym z najważniejszych tego typu centrów w kraju. W latach 1866–1876 z inicjatywy archimandryty mnisi prowadzili trzyklasową szkołę dla miejscowych dzieci chłopskich (następnie przekazali ją pod jurysdykcję Ministerstwa Oświaty), zaś w czasie wojny rosyjsko-tureckiej lat 1877–1878 przyjmowali w klasztornym szpitalu rannych żołnierzy rosyjskich. Archimandryta pełnił również obowiązki poza monasterem: w 1863 kierował przebudową monasteru Wniebowstąpienia Pańskiego w Moskwie, zaś w 1880 – organizacją monasteru św. Jana w tym samym mieście. Od 1869 był dziekanem wszystkich klasztorów w eparchii moskiewskiej. 
Zmarł po chorobie w 1880 i został pochowany w monasterze św. Mikołaja, którym kierował. Jego nieformalny kult pojawił się natychmiast po śmierci.

## Kult
Archimandryta Pimen (Miasnikow) został kanonizowany w 2000 jako święty czczony lokalnie, jeden z soboru świętych moskiewskich. W 2004 jego kult został rozszerzony na cały Rosyjski Kościół Prawosławny. Relikwie świętego wystawione są w monasterze św. Mikołaja na Ugrieszy.